# Лицей имени С. Н. Булгакова
Муниципа́льное Бюдже́тное Общеобразова́тельное Учрежде́ние «Лице́й им. С. Н. Булга́кова» — среднее общеобразовательное учреждение расположенное в городе Ливны Орловской области. Лауреат конкурса «Лучшая школа России» (2006). Одно из старейших учебных заведений Орловской области.

## Предыстория
Отношение к образованию на Руси, вплоть до XVII века стояло на позициях сформулированных ещё Афанасием Александрийским — «опора на знания губит веру»:12. Поэтому уровень подготовки священников был крайне не удовлетворительным, на что указал Поместный собор 1667 года. Старообрядческий раскол вынудил Церковь к решительному исправлению такого положения путём устройства богословских школ:5. Духовный Регламент 1721 года предписал епархиальным архиереям создавать училища для детей духовенства (мужского пола). Данное нововведение имело целью не только усиление подготовки, но и удаление из среды духовенства лиц, поступающих туда по расчёту. Перед поступлением в школу кандидату необходимо было выдержать экзамен, касающийся и знаний, и духовных качеств будущего пастыря. Таким образом в Московской Руси впервые создавалась система образования.
Во исполнение принятого Регламента, в 1739 году при Ливенском Сергиевском монастыре, как и в ряде других мест, например — Белёве, Болхове, Вязьме, была устроена «Русская школа», целью которой стало:

…обучение русской грамоте и пению детей духовенства. В ней было три класса: словесный, письменный и нотный. Ученики в возрасте от 7 до 15 лет осваивали азбуку, письмо, чтение церковных книг (Часослова, Псалтыри и др.), учили катехизис, заповеди, в нотном классе им преподавался октоих, ирмологий. Учителями были местные дьячки, дьяконы, священники. Для школы было выстроено специальное деревянное здание на средства церковнослужителей, содержание учеников осуществлялось за счет отчислений от церквей и монастырей Крутицкой епархии. Школа была многолюдной, число учеников, вначале составлявшее 50 человек, постепенно выросло до 209 человек (1764 год). — Полная история Ливенского Свято-Сергиевского храма. стр.9-10
13 марта 1766 года, в результате церковной реформы, решением Воронежской духовной консистории Ливенский Сергиевский монастырь был расформирован. Вместе с ним, проработав 27 лет, прекратила своё существование и «Русская школа».

## История

### Духовное училище

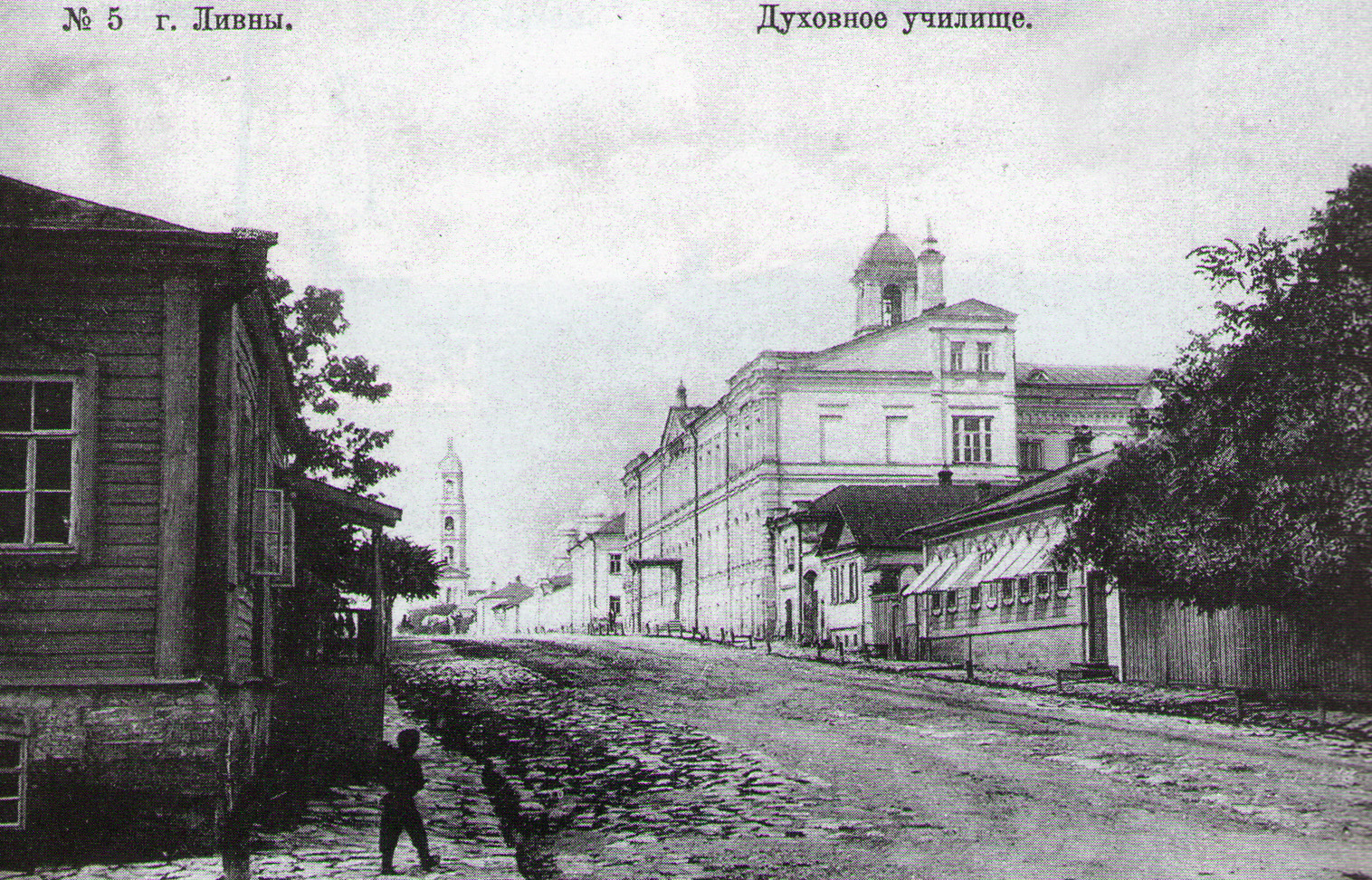
Духовное училище на фото конца XIX века

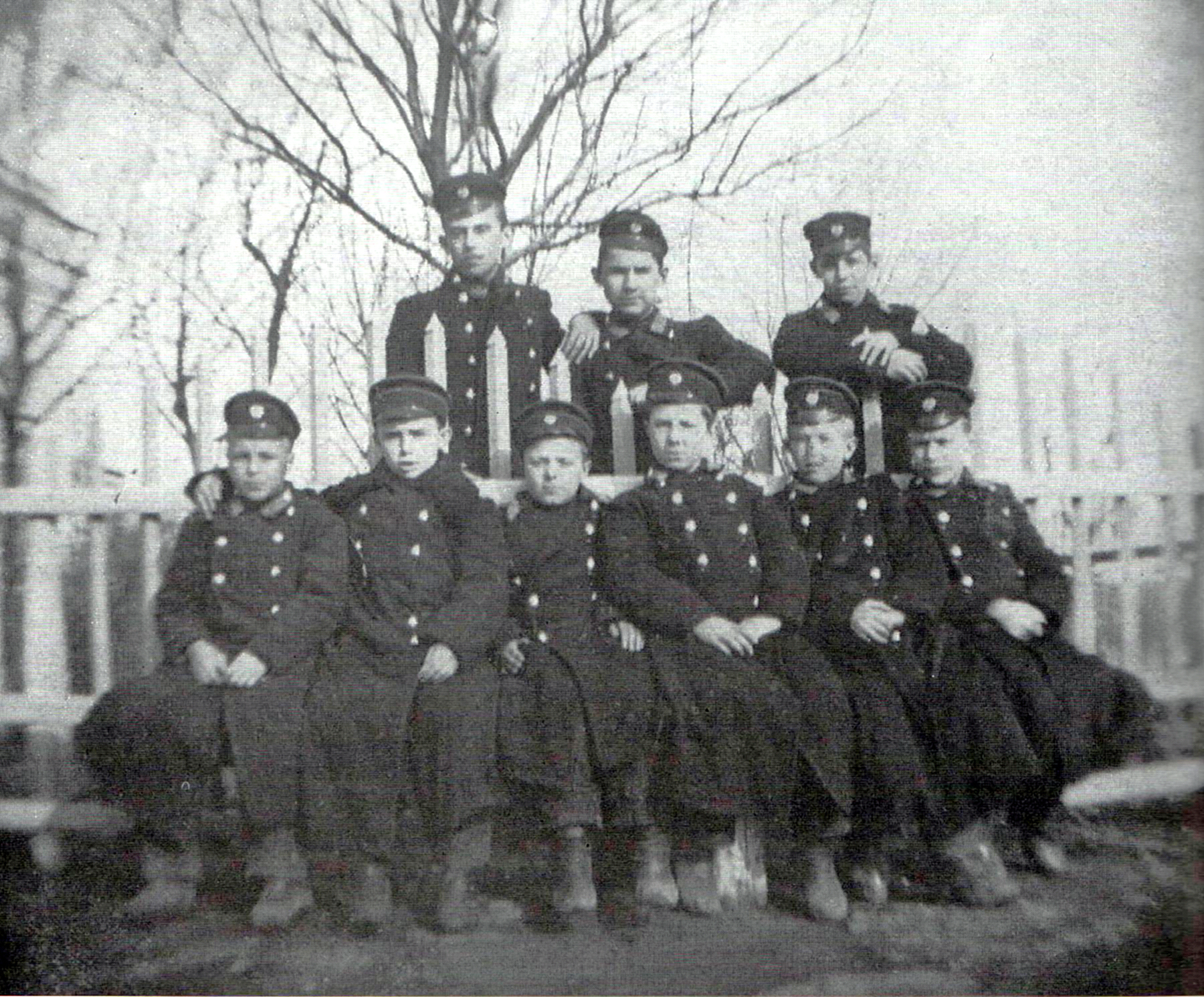
Ученики ливенского духовного училища
(Н. Поликарпов — первый ряд, 2-й слева). Март 1903 г.

Реформа образования первой половины XIX века привела к созданию системы уездных Духовных училищ. В Ливнах оно было образовано в 1817 году:7. Первоначально училище располагалось в перестроенных, не дошедших до наших дней, помещениях на углу нынешних улиц Поликарпова и Ленина. Здесь сегодня находится «Аллея Героев».
В 1902 году для училища выстроено специально спроектированное двухэтажное здание, существующее и ныне. На первом этаже размещались классы, учительская, актовый зал, церковь. На втором этаже — спальни, так как Училище было интернатом. В подвале находилась столовая, кухня, сундучная и водокачка. На чердаке — колокольня:7.
Училище давало начальное, четырёхлетнее образование, но обучение занимало пять лет, так как первый год был подготовительным. Обучались дети всех сословий, при этом у выходцев из семей священнослужителей были привилегии. Они не платили за содержание и обучение, хотя, их и принимали по конкурсу.
По окончании Училища выпускники могли стать дьячками или продолжить образование в любых средних учебных заведениях. Большая часть воспитанников переходила в Орловскую семинарию.
Ливенское Духовное Училище просуществовало до 1917 года и было закрыто после Октябрьской революции. Имена руководителей (смотрителей) училища за его столетнию историю сегодня известны не полностью. Но среди них были:9:
- 1869—1870 Ипполит Игнатьевич Мерцалов
- 1875—1898 Дмитрий Васильевич Булгаков
- 1904—1913 Пётр Козьмич Виноградов
- 1914—1917 Яков Иванович Чредин

### 1-я Ливенская Советская школа 2-й ступени
В 1918 году началась очередная реформа образования. Вместо старого разнообразия школьных учебных заведений создавались школы первой (с 1 по 4 класс) и второй (с 5 по 9 класс) ступеней. Одним из заметных внешних отличий новой школы стало совместное обучение учеников и учениц. Бывшее Духовное училище преобразовалось в Первую Ливенскую Советскую школу 2-й ступени. Директором стал Георгий Иванович Андреев. Был он учителем географии и до революции работал в Ливенской земской женской гимназии:15.
Первый учебный год при Советской власти во всех школах города проходил в сложных условиях Гражданской войны. Для нормальной организации учебного процесса не хватало бумаги и учебников. Но постепенно, по мере становления мирной жизни и затихания Гражданской войны, трудности преодолевались.
Первая Ливенская Советская школа просуществовала до 1924 года, то есть до очередной реформы.

### 2-я Ливенская девятилетняя школа
В 1923 году опять началась очередная реформа образования. Суть её была в объединении школ первой и второй ступеней с целью создания на их базе девятилеток. В 1924 году, в начале учебного года, Первая Ливенская Советская школа второй ступени была преобразована во 2-ю Ливенскую девятилетнюю школу:19-20. В этом качестве она просуществовала до конца июня 1941 года.

### Великая Отечественная война
Во время Великой Отечественной войны в здании школы № 3 располагался военный госпиталь, и занятия были остановлены. Школьные классы были обустороены в больничные палаты. Школа № 3 открылась вновь в конце 40-х годов в здании женской гимназии (сейчас здание школы № 6).
Здание бывшего духовного училища пустовало до 1953 года.

### Средняя школа № 3
В начале 1953 года было решено восстановить здание Ливенского духовного училища, и открыть в нём новую школу. Школе присвоили № 3 , так как школы № 1 и № 2 уже функционировали в городе. Школа № 3 открылась 1 сентября 1953, но в здание нынешнего лицея школа переехала только в ноябре, потому что на момент открытия школы в лицее производился капитальный ремонт.

### Лицей
В конце 1992/93 года зав. ГорОНО Г. Н. Львина после очередной поездки в Орел проинформировала директоров школ о том, что в области часть школ переходит на полную самостоятельность. Вскоре было получено разрешение из ОблОНО на создание в Ливнах одного лицея. Этим самым лицеем стала средняя школа № 3.
В 1996 году в Ливнах отмечался День города. Посвящён он был 410-летию основания города и 125-летию знаменитого земляка, выпускника Ливенского духовного училища С. Н. Булгакова. Для лучших выпускников городских образовательных школ глава города учредил премию им. С. Н. Булгакова. Его имя, по инициативе заместителя главы города А. Ю. Максимова и постановлением областной администрации от 28.06.1996 года № 367, было присвоено Ливенскому лицею. Теперь, бывшая школа № 3 стала именоваться МОУ лицей им. С. Н. Булгакова г. Ливны. Как бы подтверждая высокий статус, 10 выпускников лицея того года получили золотые и серебряные медали.

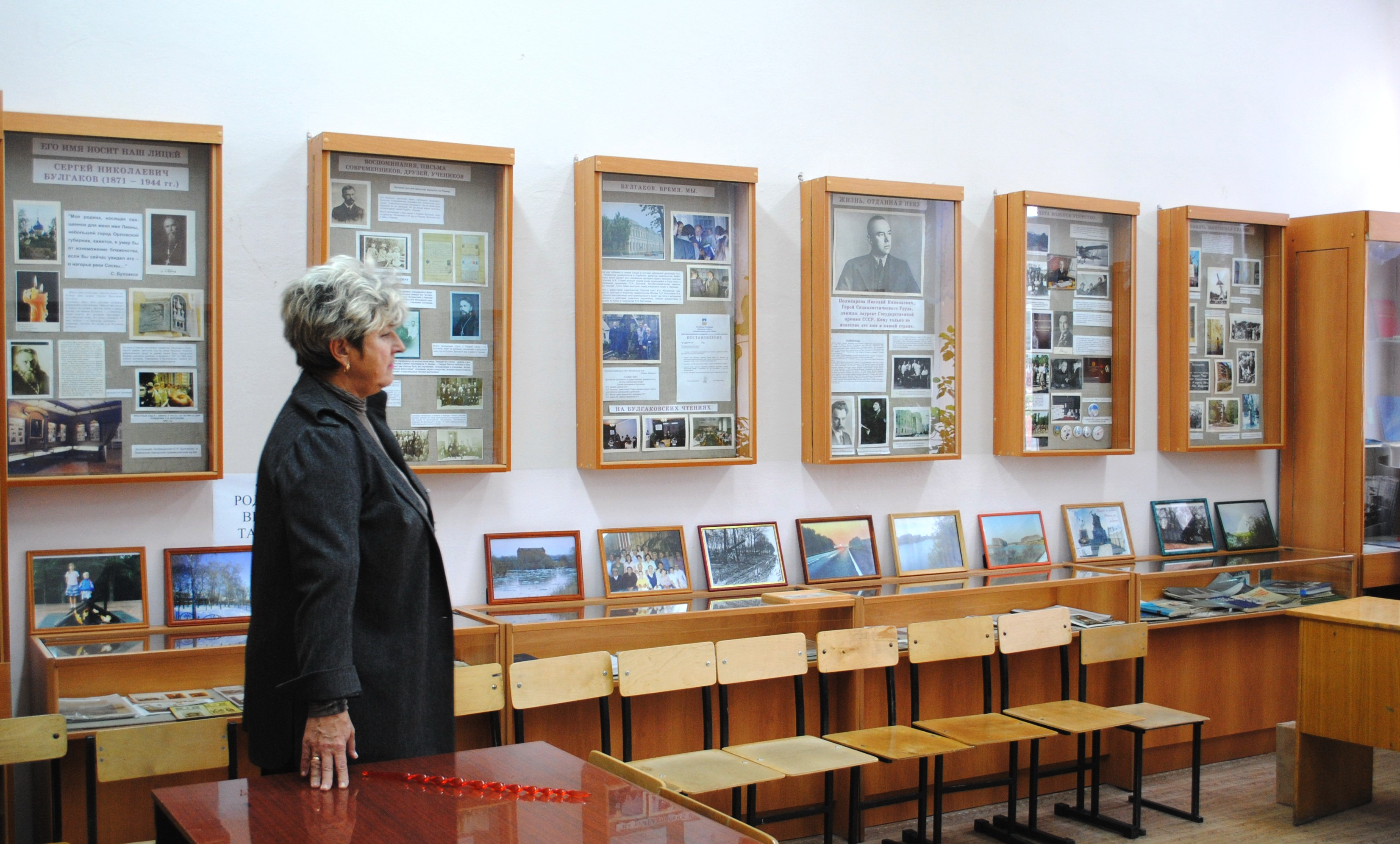
Обсуждение стендов выпускников Духовного училища с заместителем директора лицея Абрамовой В. И.

Особую роль в истории лицея сыграл школьный музей Н. Н. Поликарпова. На его базе в 1996 году был создан музей истории лицея.
Теперь в школьном музее появились, наряду с экспозицией о Н. Н. Поликарпове, разделы о жизни С. Н. Булгакова, истории школы и ряд других. Одна из задач музея — возможность самореализации учащихся лицея. Это осуществляется через участие в практическом поиске материалов проходящем в четырёх направлениях. Поэтому и демонстрируемые экспонаты тематически охватывают те же четыре направления, а именно:
- История города Ливны
- История учебных заведений располагавшихся в здании лицея
- Жизнь в Ливнах в период Отечественной войны 1941 — 1945 годов
- Современная история лицея

В 2006 году лицей стал лауреатом Всероссийского конкурса «Школа года».